# کالیمانتان مرکزی
کالیمانتان مرکزی (اندونزیایی: Kalimantan Tengah) یکی از استان‌های اندونزی است.

## جغرافیا
پایتخت این استان شهر پالانگ‌کارایا است.
کالیمانتان مرکزی یکی از ۴ استان اندونزی است که در کالیمانتان -بخش اندونزیایی جزیرهٔ بورنئو- واقع شده‌است. اندونزیایی زبان رسمی این استان بوده و زبان‌های مالایی، بوگیسی، دایاکی و چینی از زبان‌های محلی به‌شمار می‌رود.

## جمعیت
جمعیت کالیمانتان مرکزی در سال ۲۰۰۷ بالغ بر ۱٫۹ میلیون نفر برآورد شده‌است. نرخ رشد سالیانهٔ جمعیت در این استان بین سال‌های ۱۹۹۰ تا ۲۰۰۰ میلادی، ۲٫۷ درصد بوده که بالاترین میزان رشد جمعیت در کل کشور است.

## مردم
بانجاری‌ها با ۲۴ درصد، جاوه‌ای‌ها با ۱۸ درصد، نگاجوها با ۱۸ درصد، دایاک سمپیت‌ها با ۱۰ درصد و باکومپای‌ها با ۸ درصد، از جملهٔ اقوام ساکن در کالیمانتان مرکزی به‌شمار می‌روند.

## مذهب
مسلمانان با ۶۹٫۶۷ درصد، پروتستان‌ها با ۱۶٫۴۱ درصد، هندوها با ۱۰٫۶۹ درصد، کاتولیک‌ها با ۳٫۱۱ درصد، بوداییها با ۰٫۱۲ درصد، عمده‌ترین گروه‌های مذهبی ساکن در کالیمانتان مرکزی محسوب می‌شوند.